# Лю Ци (политик, 1957)
Лю Ци (кит. 刘奇, род. ноябрь 1957, Ишуй, Шаньдун) — китайский государственный и политический деятель, Ответственный секретарь Постоянного комитета Всекитайского собрания народных представителей 14-го созыва (с 10 марта 2023 года).
Ранее секретарь (глава) парткома КПК провинции Цзянси с 2018 по 2021 гг., губернатор этой провинции с 2016 по 2018 гг. Значительную часть своей карьеры работал в провинции Чжэцзян.
Председатель Собрания народных представителей Цзянси (2018—2022). Депутат Всекитайского собрания народных представителей 10, 12 и 13-го созывов.
Член Центрального комитета Компартии Китая 19-го созыва.

## Биография
Родился в ноябре 1957 года в уезде Ишуй городского округа Линьи, провинция Шаньдун.
Во время Культурной революции работал подмастерьем в уезде Уи. После возобновления всекитайских государственных вступительных экзаменов поступил в Чжэцзянский университет, который окончил с дипломом по специальности химической технологии. Степень магистра получил в Сианьском университете Цзяотун и там же позднее защитил диссертацию на соискание докторской степени (PhD) по экономике.
После получения диплома магистра устроился в государственную химическую компанию в городе Цюйчжоу, где прошёл карьерный путь от рядового диспетчера до исполнительного директора предприятия. Затем работал в управлении нефтяной промышленности провинции, провинциальном комитете по развитию и реформам, корпорации «Juhua» в Цюйчжоу. Политическая карьера Лю Ци началась с избранием его на пост мэра города Вэньчжоу. Спустя несколько лет стал председателем комиссии по развитию и реформам провинции Чжэцзян. В этом периоде работал непосредственно под руководством тогдашнего секретаря парткома КПК провинции Си Цзиньпина.
В 2008 году назначен руководителем чжэцзянского отделения Всекитайской федерации профсоюзов. В январе 2011 года избран мэром города Нинбо, в апреле 2013 года сменил Ван Хуэйчжуна на посту секретаря горкома КПК Нинбо. В 2016 году переведён в провинцию Цзянси временно исполняющим обязанности губернатора провинции — заместителем секретаря парткома КПК Цзянси, утверждён в должности губернатора 28 сентября того же года на очередной сессии Постоянного комитета Собрания народных представителей провинции.
21 марта 2018 года занял высшую региональную позицию секретаря (главы) парткома КПК провинции Цзянси.
18 октября 2021 года отправлен в отставку из региональной политики, 21 октября того же года назначен заместителем председателя Комитета по охране окружающей среды и природных ресурсов Всекитайского собрания народных представителей 13-го созыва.
10 марта 2023 года на 3-м пленарном заседании 1-й сессии ВСНП избран ответственным секретарём Постоянного комитета Всекитайского собрания народных представителей 14-го созыва.